# Théophile Seyrig

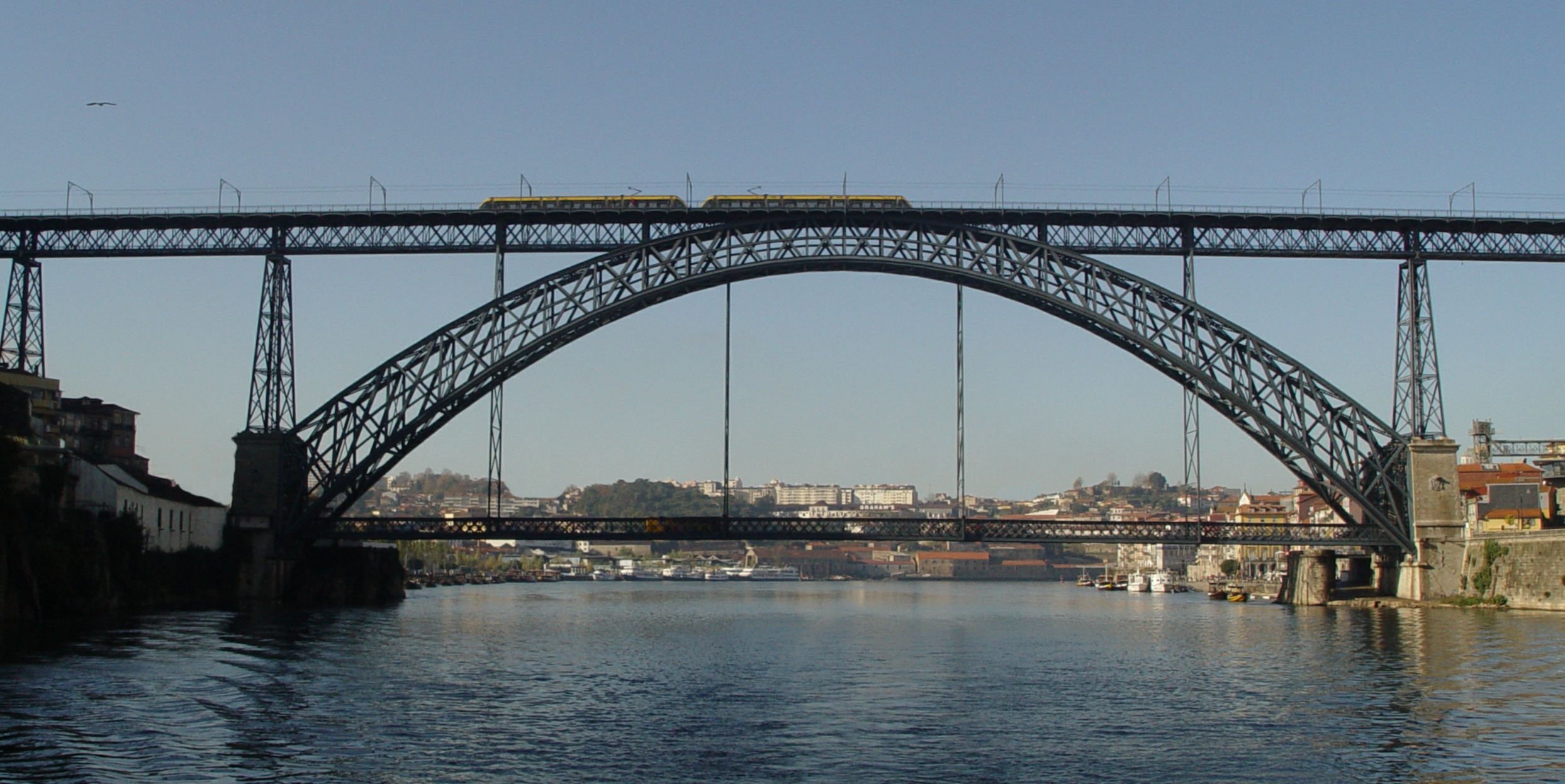
Podul Dom Luís I din Porto, în 1886.

François Gustave Théophile Seyrig (n. 19 februarie 1843, Berlin, Regatul Prusiei – d. 5 iulie 1923, Franța) a fost un inginer de geniu civil, asociat al lui Gustave Eiffel.

## Biografie
Născut la Berlin, pe 19 februarie 1843, Théophile Seyrig a devenit asociatul lui Gustave Eiffel în societatea de construcții franceză Eiffel et Cie. Ca și Seyrig, Eiffel era un alt inginer format la prestigioasa École centrale des arts et manufactures. Prin intermediul Eiffel et Cie, cei doi au câștigat licitația publică și au realizat construcția podului Dona Maria Pia din orașul portughez Porto, inaugurat în 1877.
Pe 30 iunie 1879, Seyrig s-a separat de societatea Eiffel et Cie și a devenit administratorul delegat al companiei belgiene Société Anonyme de Construction et des Ateliers de Willebroeck, care a realizat construcția podului Dom Luís I din același oraș portughez, inaugurat parțial în 1886.

## Lucrări
- Viaductele Neuvial (inaugurat în 1868) și Rouzat (inaugurat în 1869), în apropiere de de Saint-Bonnet-de-Rochefort, Departamentul Allier (realizate de Eiffel et Cie)
- Podul Dona Maria Pia din Porto (inaugurat în 1877, realizat de Eiffel et Cie)
- Podul Dom Luís I din Porto (inaugurat în 1886, realizat de Société anonyme de construction et ateliers de Willebroeck)

## Publicații
- fr  Pont d. Luiz I. à Porto, Librairie centrale des chemins de fer, Paris, 1884.